# Schoenchen (Kansas)
Schoenchen – miasto położone w Hrabstwie Ellis.